# Right Livelihood Award

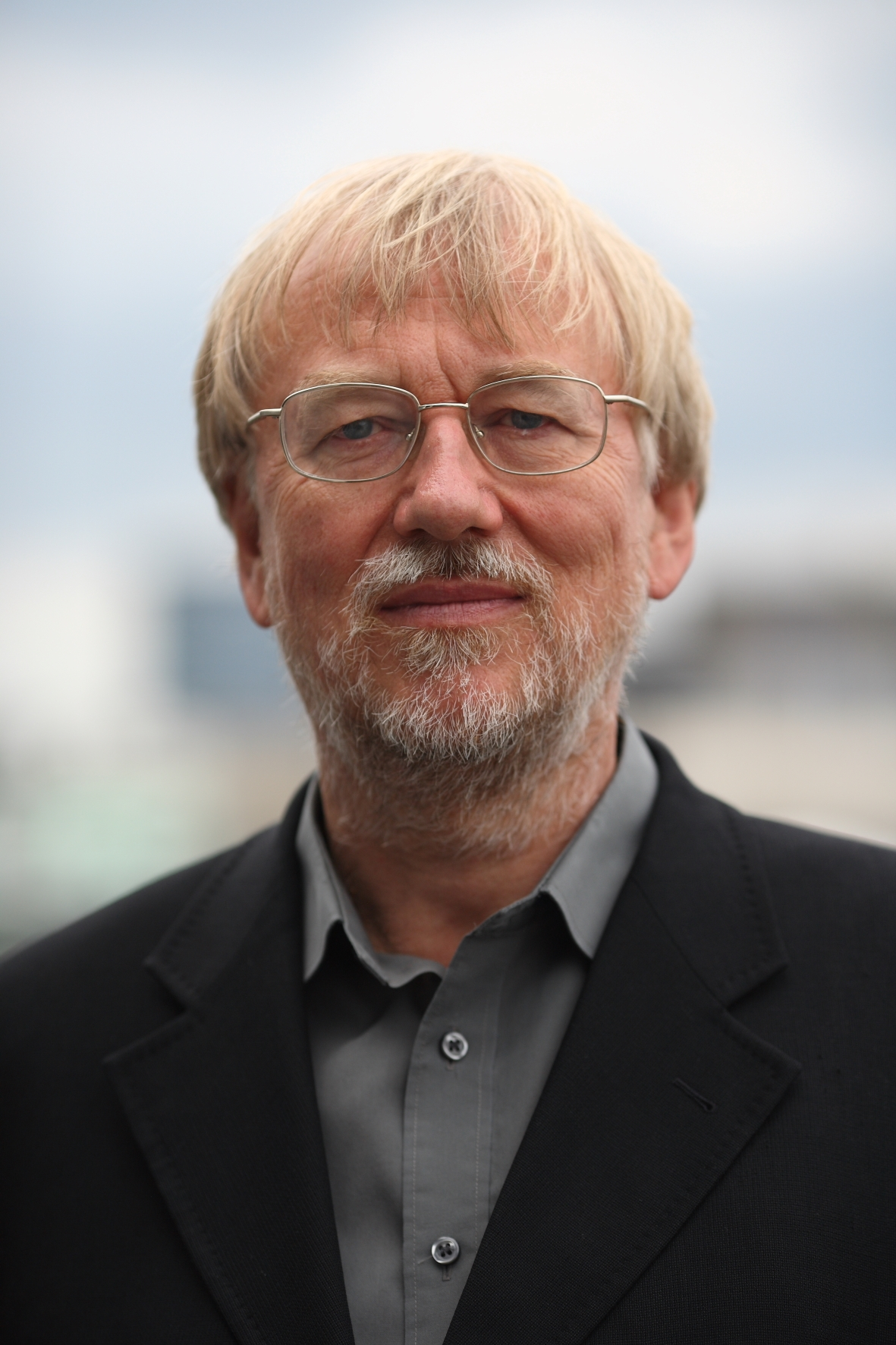
Jakob von Uexkull, fondateur du Prix Nobel alternatif

Le Right Livelihood Award, également connu sous le nom de « prix Nobel alternatif » en raison de l'importance de son montant, récompense les personnes ou associations qui travaillent et recherchent des solutions pratiques et exemplaires pour les défis les plus urgents de notre monde actuel. Un jury décide des prix parmi des thèmes tels que la protection de l'environnement, les droits de l'homme, le développement durable, la santé, l'éducation ou la paix.
Créé en 1980 par Jakob von Uexkull, le prix est décerné chaque année, généralement le 9 décembre. Le montant du prix (équivalent à 250 000 €) est partagé entre les lauréats, habituellement quatre.

## Prix Nobel et «prix Nobel alternatif»
Le nom du prix, Right livelihood, qui se traduit littéralement en français en « moyens d'existence justes », fait référence au cinquième point du noble sentier octuple du bouddhisme, qui enseigne que chaque individu est responsable de ses actes et doit prendre seulement une part équitable des ressources de la terre. Le prix, bien qu'appelé le « prix Nobel alternatif » en français, n'est pas officiellement lié au prix Nobel.
En 1980, Jakob von Uexkull, « altermondialiste » avant l'heure, propose à la Fondation Nobel de créer deux nouveaux prix -Environnement et Développement humain- pour honorer ceux qui n'entrent pas dans l'idéologie dominante; comme la Banque de Suède l'a fait en 1968 pour le « prix Nobel de l'économie ». Devant le refus de la Fondation, il vend sa collection de timbres pour plus de 1 million de dollars et crée le « prix Nobel alternatif ». Pour lui le Nobel traditionnel pose deux problèmes : « Au temps d'Alfred Nobel la question environnementale ne se posait pas encore. Mon autre souci était que cette vénération du talent scientifique et technologique n'était pas en phase avec le monde ». Depuis, la Fondation Nobel, par la voix de son directeur, Michael Solhman, se cantonne dans l'indifférence.
Les fondateurs du « prix Nobel alternatif » veulent mettre en évidence le fait que « le plus grand bénéfice pour l'humanité » peut être trouvé dans des champs différents des sciences traditionnelles ou des catégorisations strictes : le « prix Nobel alternatif » se veut un complément critique au prix Nobel. Conséquemment, la fondation du « Prix Nobel alternatif » a choisi le 9 décembre comme jour de remise des prix au parlement suédois, la veille de la cérémonie du prix Nobel. Pour Jakob von Uexkull, « ce n'est pas un hasard bien sûr, il s'agit de provoquer à chaque fois un débat sur les priorités de notre société ».
The Right Livelihood Award Foundation, la fondation du « prix Nobel alternatif », fait également constater combien le prix Nobel a rarement récompensé des personnes de sexe féminin ou des personnes originaires des « pays du Sud » (Tiers-Monde, PMA).
En 2019, le « prix Nobel alternatif » a été décerné 165 fois à des personnes ou des associations de 58 pays, travaillant souvent au niveau local et concret. Le but de la fondation est d'octroyer une récompense, de faire connaître le travail de base et de créer une plate-forme globale pour analyser les solutions existantes.

## Principes
La Fondation est une association politiquement indépendante et non-idéologique, soutenue par des donations individuelles en provenance de différents pays.
La Fondation a des organisations partenaires aux États-Unis, en Allemagne et en Suisse.
Selon ses statuts, l'objectif de la Fondation est, grâce au prix, de promouvoir la recherche scientifique, l'éducation, la compréhension du public et des activités pratiques qui :
- contribuent à un équilibre écologique planétaire,
- visent à éliminer la pauvreté matérielle et spirituelle,
- contribuent à la paix durable et à la justice dans le monde.

Le jury tente d'équilibrer les prix entre les hommes et les femmes, originaires du Nord et du Sud. Les lauréats « partagent le courage personnel et ont travaillé à la transformation sociale », selon Jakob von Uexkull.

## Retombées
Le prix veut être celui « du mode de vie juste ». Les lauréats posent les bases d'un nouveau rapport entre les êtres humains et la nature.

« Au lieu de se résigner, de subir, de se résoudre à la fatalité, les pionniers du prix Nobel alternatif ont été profondément touchés par la douleur des Hommes, la nécessité des écosystèmes, l'horreur de la guerre. Si profondément touchés, qu'il était pour eux plus simple, plus positif et plus sain d'agir pour remédier à l'insupportable que de continuer à n'être que de simples spectateurs. Leur colère et leur désespoir, souvent réprimés, ont donc été pour eux de puissants moteurs de changement : leur capacité à être touchés par l'état de la planète leur a ouvert le cœur de la compassion. L'action est donc motivée par l'amour du monde et non par la haine des puissants. La compassion équivaut à ne plus considérer les problèmes du monde avec un regard distant, simplement impartial, mais à faire appel à des réactions émotionnelles et subjectives. »

— Geseko von Lüpcke in, 
Ils sont porteurs de « projets de l'espoir », ayant pour objectif une « vie de qualité » pour le monde, et non pour quelques privilégiés. Ils ont trois qualités communes : « présenter de nouvelles visions, identifier des modèles et rendre l'innovation possible ».
Souvent à contre-courant, ou dans des situations inextricables, ces lauréats ont ouvert une brèche ; ils sont, selon l'expression de Jakob von Uexkull, des « possibilistes » .

## Lauréats
| Homme                                                    |
| Femme                                                    |
| Pays développés (« Pays du Nord »)[réf. nécessaire]      |
| Pays en développement (« Pays du Sud »)[réf. nécessaire] |

| Année |                                             | Lauréates et lauréats                                                      | Organisation                                             | Pays                             |                |
| ----- | ------------------------------------------- | -------------------------------------------------------------------------- | -------------------------------------------------------- | -------------------------------- | -------------- |
| 1980  | 1                                           | Hassan Fathy                                                               |                                                          | Égypte                           |                |
| 1980  | 2                                           | Stephen Gaskin                                                             | Plenty International (en)                                | États-Unis                       |                |
| 1981  | 3                                           | Mike Cooley                                                                |                                                          | Royaume-Uni                      |                |
| 1981  | 4                                           | Bill Mollison                                                              |                                                          | Australie                        |                |
| 1981  | 5                                           | Patrick van Rensburg                                                       | Education with Production                                | Afrique du Sud                   |                |
| 1982  | 6                                           | Erik Dammann                                                               | Future in Our Hands                                      | Norvège                          | Prix d'honneur |
| 1982  | 7                                           | Anwar Fazal                                                                |                                                          | Malaisie                         |                |
| 1982  | 8                                           | Petra Kelly                                                                |                                                          | Allemagne de l'Ouest             |                |
| 1982  | 9                                           | Wilfred Karunaratne                                                        | Participatory Institute for Development Alternatives     | Sri Lanka                        |                |
| 1982  | 10                                          | George Trevelyan                                                           |                                                          | Royaume-Uni                      |                |
| 1983  | 11                                          | Leopold Kohr                                                               |                                                          | Autriche                         | Prix d'honneur |
| 1983  | 12                                          | Amory B. Lovins                                                            | Rocky Mountain Institute                                 | États-Unis                       |                |
| 1983  | 13                                          | Hunter Lovins                                                              | Rocky Mountain Institute                                 | États-Unis                       |                |
| 1983  | 14                                          | Manfred Max-Neef                                                           | Centro de Alternativas de Desarrollo (CEPAUR)            | Chili                            |                |
| 1983  | 15                                          | Ibedul Gibbons                                                             | et le peuple de Palau                                    | Palaos                           |                |
| 1984  | 16                                          | Imane Khalifeh                                                             |                                                          | Liban                            | Prix d'honneur |
| 1984  | 17                                          | Ela Bhatt                                                                  | Self-Employed Women's Association                        | Inde                             |                |
| 1984  | 18                                          | Winefreda Geonzon                                                          | Free Legal Assistance Volunteers' Association            | Philippines                      |                |
| 1984  | 19                                          | Wangari Muta Maathai                                                       | Green Belt Movement                                      | Kenya                            |                |
| 1985  | 20                                          | Theo Van Boven (en)                                                        |                                                          | Pays-Bas                         | Prix d'honneur |
| 1985  | 21                                          | Cary Fowler                                                                | Rural Advancement Fund International                     | États-Unis                       |                |
| 1985  | 22                                          | Pat Roy Mooney                                                             | Rural Advancement Fund International                     | Canada                           |                |
| 1985  | 23                                          | Rajni Kothari (en)                                                         | Lokayan                                                  | Inde                             |                |
| 1985  | 24                                          | János Vargha                                                               | Duna Kör (en)                                            | Hongrie                          |                |
| 1986  | 25                                          | Robert Jungk                                                               |                                                          | Autriche                         | Prix d'honneur |
| 1986  | 26                                          | Rosalie Bertell                                                            |                                                          | Canada                           |                |
| 1986  | 27                                          | Alice Stewart                                                              |                                                          | Royaume-Uni                      |                |
| 1986  | 28                                          | Helena Norberg-Hodge                                                       | International Society for Ecology and Culture (en)       | Inde                             |                |
| 1986  | 29                                          | Evaristo Nugkuag Ikanan                                                    | Organisations Indigènes du Bassin Amazonien (en)         | Pérou                            |                |
| 1987  | 30                                          | Johan Galtung                                                              |                                                          | Norvège                          | Prix d'honneur |
| 1987  | 31                                          |                                                                            | Mouvement Chipko                                         | Inde                             |                |
| 1987  | 32                                          | Hans-Peter Dürr                                                            | Global Challenges Network                                | Allemagne                        |                |
| 1987  | 33                                          | Frances Moore Lappé (en)                                                   | Institute for Food and Development Policy (en)           | États-Unis                       |                |
| 1987  | 34                                          | Mordechai Vanunu                                                           |                                                          | Israël                           |                |
| 1988  | 35                                          | Inge Genefke                                                               | International Centre for Torture Victims (en)            | Danemark                         | Prix d'honneur |
| 1988  | 36                                          | José Lutzenberger (en)                                                     |                                                          | Brésil                           |                |
| 1988  | 37                                          | John Charlewood Turner                                                     |                                                          | Royaume-Uni                      |                |
| 1988  | 38                                          | Mohammed Idris                                                             | Sahabat Alam Malaysia                                    | Malaisie                         |                |
| 1989  | 39                                          |                                                                            | Seikatsu Club Consumers' Co-operative Union              | Japon                            | Prix d'honneur |
| 1989  | 40                                          | Melaku Worede                                                              |                                                          | Éthiopie                         |                |
| 1989  | 41                                          | Aklilu Lemma                                                               |                                                          | Éthiopie                         |                |
| 1989  | 42                                          | Legesse Wolde-Yohannes                                                     |                                                          | Éthiopie                         |                |
| 1989  | 43                                          | Stephen Corry (en)                                                         | Survival International                                   | Royaume-Uni                      |                |
| 1990  | 44                                          | Alice Tepper Marlin (en)                                                   | Council on Economic Priorities                           | États-Unis                       | Prix d'honneur |
| 1990  | 45                                          | Bernard Lédéa Ouédraogo                                                    |                                                          | Burkina Faso                     |                |
| 1990  | 46                                          | Felicia Langer                                                             |                                                          | Israël                           |                |
| 1990  | 47                                          |                                                                            | Asociación de Trabajadores Campesinos del Carare         | Colombie                         |                |
| 1991  | 48                                          | Edward Goldsmith                                                           |                                                          | Royaume-Uni                      | Prix d'honneur |
| 1991  | 49                                          | Medha Patkar                                                               | Narmada Bachao Andolan (en)                              | Inde                             |                |
| 1991  | 51                                          | Bengt Danielsson et Marie-Thérèse Danielsson                               |                                                          | Suède / France                   |                |
| 1991  | 52                                          | Jeton Anjain (en)                                                          | Le peuple de Rongelap                                    | Îles Marshall                    |                |
| 1991  | 53                                          |                                                                            | Commissao Pastoral da Terra et Mouvement des sans-terre  | Brésil                           |                |
| 1992  | 54                                          | Tapio Mattlar                                                              | Kylätoiminta                                             | Finlande                         | Prix d'honneur |
| 1992  | 55                                          | Zafrullah Chowdhury                                                        | Gonoshasthaya Kendra                                     | Bangladesh                       |                |
| 1992  | 56                                          | Helen Mack Chang                                                           |                                                          | Guatemala                        |                |
| 1992  | 57                                          | John Gofman                                                                |                                                          | États-Unis                       |                |
| 1992  | 58                                          | Alla Yarochinskaya                                                         |                                                          | Ukraine                          |                |
| 1993  | 59                                          | Arna Mer-Khamis                                                            | Care and Learning                                        | Israël                           |                |
| 1993  | 60                                          | Sithembiso Nyoni                                                           | Rural Associations for Progress                          | Zimbabwe                         |                |
| 1993  | 61                                          | Vandana Shiva                                                              |                                                          | Inde                             |                |
| 1993  | 62                                          | Mary et Carrie Dann                                                        | Le Peuple Shoshones                                      | États-Unis                       |                |
| 1994  | 64                                          | Astrid Lindgren                                                            |                                                          | Suède                            | Prix d'honneur |
| 1994  | 65                                          |                                                                            | Service Volunteered for All (SERVOL)                     | Trinité-et-Tobago                |                |
| 1994  | 66                                          | H. Sudarshan (en)                                                          | Vivekananda Girijana Kalyana Kendra (VGKK)               | Inde                             |                |
| 1994  | 67                                          | Ken Saro-Wiwa                                                              | Mouvement pour la survie du peuple Ogoni                 | Nigeria                          |                |
| 1995  | 68                                          | András Bíró                                                                | Hungarian Foundation for Self-Reliance                   | Hongrie                          |                |
| 1995  | 69                                          |                                                                            | Serb Civic Council (en)                                  | Bosnie-Herzégovine               |                |
| 1995  | 70                                          | Carmel Budiardjo                                                           | TAPOL (en)                                               | Indonésie                        |                |
| 1995  | 71                                          | Sulak Sivaraksa                                                            |                                                          | Thaïlande                        |                |
| 1996  | 72                                          | Herman Daly                                                                |                                                          | États-Unis                       | Prix d'honneur |
| 1996  | 73                                          |                                                                            | Union des comités de mères de soldats de Russie          | Russie                           |                |
| 1996  | 74                                          |                                                                            | Kerala Sasthra Sahithya Parishad (en)                    | Inde                             |                |
| 1996  | 75                                          | George Vithoulkas (en)                                                     |                                                          | Grèce                            |                |
| 1997  | 76                                          | Joseph Ki-Zerbo                                                            |                                                          | Burkina Faso                     |                |
| 1997  | 77                                          | Jinzaburo Takagi (en)                                                      |                                                          | Japon                            |                |
| 1997  | 78                                          | Mycle Schneider                                                            |                                                          | Allemagne                        |                |
| 1997  | 79                                          | Michael Succow                                                             |                                                          | Allemagne                        |                |
| 1997  | 80                                          | Cindy Duehring                                                             |                                                          | États-Unis                       |                |
| 1998  | 81                                          |                                                                            | International Baby Food Action Network (IBFAN) (en)      | Suisse                           |                |
| 1998  | 82                                          | Samuel Epstein                                                             |                                                          | États-Unis                       |                |
| 1998  | 83                                          | Juan Pablo Orrego                                                          |                                                          | Chili                            |                |
| 1998  | 84                                          | Katarina Kruhonja (en)                                                     |                                                          | Croatie                          |                |
| 1998  | 85                                          | Vesna Teršelič                                                             |                                                          | Croatie                          |                |
| 1999  | 86                                          | Hermann Scheer                                                             |                                                          | Allemagne                        | Prix d'honneur |
| 1999  | 87                                          | Juan Garcés (es)                                                           |                                                          | Espagne                          |                |
| 1999  | 88                                          |                                                                            | Consolidación de la Amazonía (COAMA)                     | Colombie                         |                |
| 1999  | 89                                          |                                                                            | Grupo de Agricultura Orgánica                            | Cuba                             |                |
| 2000  | 90                                          | Tewolde Berhan Gebre Egziabher                                             |                                                          | Éthiopie                         |                |
| 2000  | 91                                          | Munir Said Thalib                                                          |                                                          | Indonésie                        |                |
| 2000  | 92                                          | Birsel Lemke (en)                                                          |                                                          | Turquie                          |                |
| 2000  | 93                                          | Wes Jackson                                                                |                                                          | États-Unis                       |                |
| 2001  | 94                                          | José Antonio Abreu                                                         |                                                          | Venezuela                        |                |
| 2001  | 95                                          | Rachel Avnery et Uri Avnery                                                | Bloc de la paix                                          | Israël                           |                |
| 2001  | 96                                          | Leonardo Boff                                                              |                                                          | Brésil                           |                |
| 2001  | 97                                          |                                                                            | Trident Ploughshares (en)                                | Royaume-Uni                      |                |
| 2002  | 98                                          | Martin Green                                                               |                                                          | Australie                        | Prix d'honneur |
| 2002  | 99                                          |                                                                            | Centre Jeunes Kamenge                                    | Burundi                          |                |
| 2002  | 100                                         |                                                                            | Kvinna Till Kvinna (en)                                  | Suède                            |                |
| 2002  | 101                                         | Almada Martin                                                              |                                                          | Paraguay                         |                |
| 2003  | 102                                         | David Lange                                                                |                                                          | Nouvelle-Zélande                 | Prix d'honneur |
| 2003  | 103                                         | Walden Bello et Nicanor Perlas                                             |                                                          | Philippines                      |                |
| 2003  | 104                                         |                                                                            | Citizens' Coalition for Economic Justice (en)            | Corée du Sud                     |                |
| 2003  | 105                                         | Ibrahim Abouleish                                                          | SEKEM (en)                                               | Égypte                           |                |
| 2004  | 106                                         | Swami Agnivesh (en) et Asghar Ali Engineer (en)                            |                                                          | Inde                             | Prix d'honneur |
| 2004  | 107                                         | Natalia Estemirova                                                         | Memorial                                                 | Russie                           |                |
| 2004  | 108                                         | Bianca Jagger                                                              |                                                          | Nicaragua                        |                |
| 2004  | 109                                         | Raúl Montenegro (en)                                                       |                                                          | Argentine                        |                |
| 2005  | 110                                         | Maude Barlow et Tony Clarke                                                |                                                          | Canada                           |                |
| 2005  | 111                                         | Irène Fernandez                                                            |                                                          | Malaisie                         |                |
| 2005  | 112                                         | Roy Sesana                                                                 | First People of the Kalahari (en)                        | Botswana                         |                |
| 2005  | 113                                         | Francisco Toledo                                                           |                                                          | Mexique                          | Prix d'honneur |
| 2006  | 114                                         | Daniel Ellsberg                                                            |                                                          | États-Unis                       |                |
| 2006  | 115                                         | Ruth Manorama                                                              |                                                          | Inde                             |                |
| 2006  | 116                                         | Chico Whitaker                                                             |                                                          | Brésil                           | Prix d'honneur |
| 2006  | 117                                         |                                                                            | Festival international de poésie de Medellin (en)        | Colombie                         |                |
| 2007  | 118                                         | Christopher Weeramantry (en)                                               |                                                          | Sri Lanka                        |                |
| 2007  | 119                                         | Dekha Ibrahim Abdi                                                         |                                                          | Kenya                            |                |
| 2007  | 120                                         | Percy Schmeiser et Louise Schmeiser                                        |                                                          | Canada                           |                |
| 2007  | 121                                         | Dipal Barua                                                                | Grameen Shakti                                           | Bangladesh                       |                |
| 2008  | 122                                         | Krishnammal Jagannathan (en) et Sankaralingam Jagannathan (en)             | Land for tillers' freedom (LAFTI)                        | Inde                             |                |
| 2008  | 123                                         | Amy Goodman                                                                |                                                          | États-Unis                       |                |
| 2008  | 124                                         | Asha Hagi Elmi                                                             |                                                          | Somalie                          |                |
| 2008  | 125                                         | Monika Hauser                                                              |                                                          | Allemagne                        |                |
| 2009  | 126                                         | Catherine Hamlin                                                           |                                                          | Australie                        |                |
| 2009  | 127                                         | René Ngongo                                                                |                                                          | République démocratique du Congo |                |
| 2009  | 128                                         | David Suzuki                                                               |                                                          | Canada                           | Prix d'honneur |
| 2009  | 129                                         | Alyn Ware                                                                  |                                                          | Nouvelle-Zélande                 |                |
| 2010  | 130                                         | Nnimmo Bassey                                                              | Les Amis de la Terre                                     | Nigeria                          |                |
| 2010  | 131                                         | Erwin Kräutler                                                             |                                                          | Brésil                           |                |
| 2010  | 132                                         | Shrikrishna Upadhyay (en)                                                  |                                                          | Népal                            |                |
| 2010  | 133                                         |                                                                            | Physicians for Human Rights                              | Israël                           |                |
| 2011  | 134                                         | Huang Ming (en)                                                            |                                                          | Chine                            | Prix d'honneur |
| 2011  | 135                                         | Jacqueline Moudeina                                                        |                                                          | Tchad                            |                |
| 2011  | 136                                         |                                                                            | GRAIN                                                    | Espagne                          |                |
| 2011  | 137                                         | Ina May Gaskin (en)                                                        |                                                          | États-Unis                       |                |
| 2012  | 134                                         | Hayrettin Karaca                                                           |                                                          | Turquie                          | Prix d'honneur |
| 2012  | 135                                         |                                                                            | Campaign Against Arms Trade                              | Royaume-Uni                      |                |
| 2012  | 136                                         | Sima Samar                                                                 |                                                          | Afghanistan                      |                |
| 2012  | 137                                         | Gene Sharp                                                                 |                                                          | États-Unis                       |                |
| 2013  | 138                                         | Paul F. Walker                                                             |                                                          | États-Unis                       |                |
| 2013  | 139                                         | Hans Rudolf Herren                                                         | Biovision International                                  | Suisse                           |                |
| 2013  | 140                                         | Raji Sourani                                                               |                                                          | Palestine                        |                |
| 2013  | 141                                         | Denis Mukwege                                                              |                                                          | République démocratique du Congo |                |
| 2014  | 142                                         | Edward Snowden et Alan Rusbridger                                          |                                                          | États-Unis, Royaume-Uni          | Prix d'honneur |
| 2014  | 143                                         | Asma Jahangir                                                              |                                                          | Pakistan                         |                |
| 2014  | 144                                         | Basil Fernando (en)                                                        | Asian Human Rights Commission (en)                       | RAS de Hong Kong, Chine          |                |
| 2014  | 145                                         | Bill McKibben                                                              | 350.org                                                  | États-Unis                       |                |
| 2015  | 146                                         | Tony deBrum et le peuple des Îles Marshall                                 |                                                          | Îles Marshall                    | Prix d'honneur |
| 2015  | 147                                         | Sheila Watt-Cloutier                                                       |                                                          | Canada                           |                |
| 2015  | 148                                         | Kasha Jacqueline Nabagesera                                                |                                                          | Ouganda                          |                |
| 2015  | 149                                         | Gino Strada                                                                | Emergency                                                | Italie                           |                |
| 2016  | 150                                         |                                                                            | Cumhuriyet,                                              | Turquie                          |                |
| 2016  | 151                                         |                                                                            | Défense civile syrienne,                                 | Syrie                            |                |
| 2016  | 152                                         | Mozn Hassan,                                                               | Nazra for Feminist Studies                               | Égypte                           |                |
| 2016  | 153                                         | Svetlana Gannushkina,                                                      |                                                          | Russie                           |                |
| 2017  | 154                                         | Robert Bilott                                                              |                                                          | États-Unis                       |                |
| 2017  | 155                                         | Colin Gonsalves                                                            |                                                          | Inde                             |                |
| 2017  | 156                                         | Khadija Ismayilova                                                         |                                                          | Azerbaïdjan                      |                |
| 2017  | 157                                         | Yetnebersh Nigussie                                                        |                                                          | Éthiopie                         |                |
| 2018  | 158                                         | Thelma Aldana, Iván Velásquez                                              |                                                          | Guatemala                        |                |
| 2018  | 159                                         | Yacouba Sawadogo                                                           |                                                          | Burkina Faso                     |                |
| 2018  | 160                                         | Abdullah al-Hamid, Mohammad Fahad al-Qahtani, Waleed Abu al-Khair          |                                                          | Arabie saoudite                  |                |
| 2018  | 161                                         | Tony Rinaudo                                                               |                                                          | Australie                        |                |
| 2019  | 162                                         | Aminatou Haidar                                                            | Collectif des défenseurs sahraouis des droits de l'homme | Sahara occidental                |                |
| 2019  | 163                                         | Guo Jianmei                                                                | Défense des droits des femmes                            | Chine                            |                |
| 2019  | 164                                         | Greta Thunberg                                                             | Fridays for Future                                       | Suède                            |                |
| 2019  | 165                                         | Davi Kopenawa                                                              | Yanomami Hutukara                                        | Brésil                           |                |
| 2020  |                                             |                                                                            |                                                          |                                  |                |
| 166   | Nasrin Sotoudeh                             |                                                                            | Iran                                                     |                                  |                |
| 167   | Bryan Stevenson                             |                                                                            | États-Unis                                               |                                  |                |
| 168   | Lottie Cunningham Wren                      |                                                                            | Nicaragua                                                |                                  |                |
| 169   | Alès Bialiatski                             |                                                                            | Biélorussie                                              |                                  |                |
| 2021  |                                             |                                                                            |                                                          |                                  |                |
| 170   | Marthe Wandou                               |                                                                            | Cameroun                                                 |                                  |                |
| 171   | Vladimir Slivyak                            |                                                                            | Russie                                                   |                                  |                |
| 172   | Freda Huson                                 |                                                                            | Canada                                                   |                                  |                |
| 173   |                                             | Legal Initiative for Forest and Environment                                | Inde                                                     |                                  |                |
| 2022  |                                             |                                                                            |                                                          |                                  |                |
| 174   | Oleksandra Matviïtchouk                     | Centre pour les libertés civiles                                           | Ukraine                                                  |                                  |                |
| 175   | Fartuun Adan et Ilwad Elman (mère et fille) |                                                                            | Somalie                                                  |                                  |                |
| 176   |                                             | Africa Institute for Energy Governance (de) (AFIEGO)                       | Ouganda                                                  |                                  |                |
| 177   |                                             | Cecosesola (en) (Central Coperativa de Servicios Sociales del Estado Lara) | Venezuela                                                |                                  |                |
| 2023  |                                             |                                                                            |                                                          |                                  |                |
| 178   | Eunice Brookman-Amissah                     |                                                                            | Ghana                                                    |                                  |                |
| 179   |                                             | Mother Nature Cambodia                                                     | Cambodge                                                 |                                  |                |
| 180   |                                             | SOS Méditerranée                                                           | Europe                                                   |                                  |                |
| 181   | Phyllis Omido                               |                                                                            | Kenya                                                    |                                  |                |
| 2024  |                                             |                                                                            |                                                          |                                  |                |
| 182   | Joan Carling                                |                                                                            | Philippines                                              |                                  |                |
| 183   | Issa Amro                                   | Youth Against Settlements                                                  | Palestine                                                |                                  |                |
| 184   | Anabela Lemos                               | Justiça Ambiental!                                                         | Mozambique                                               |                                  |                |
| 185   |                                             | Forensic Architecture                                                      | Royaume-Uni                                              |                                  |                |